# Pleopeltis hirsutissima
Pleopeltis hirsutissima är en stensöteväxtart som först beskrevs av Giuseppe Raddi, och fick sitt nu gällande namn av De la Sota. Pleopeltis hirsutissima ingår i släktet Pleopeltis och familjen Polypodiaceae. Inga underarter finns listade.